# كارولين بن
كارولين بن (بالإنجليزية: Caroline Benn)‏ هي كاتِبة أمريكية، ولدت في 13 أكتوبر 1926 في سينسيناتي في الولايات المتحدة، وتوفيت في 22 نوفمبر 2000 في Charing Cross Hospital ‏ في المملكة المتحدة بسبب سرطان الثدي.

## وصلات خارجية
- كارولين بن على موقع IMDb (الإنجليزية)